# Hiragana
Hiragana (ひらがな – hiragana, 平仮名 – zápis v kandži) je jedno ze dvou (druhým je katakana) japonských slabičných písem (ve slabičném písmu jeden znak představuje celou slabiku a ne pouhou hlásku, i když jsou zde znaky i pro A, I, U, E a O), sestávající ze 46 symbolů (45 slabičných symbolů a písmeno n). Připojením dvou čárek (nigori) nebo kroužku (marunigori) nad určité symboly či jejich skládáním vznikají ještě další zvuky. Obě abecedy se svým systémem a řazením velice podobají, liší se však způsobem užití. Odlišný je i původ obou abeced: hiragana vznikla zjednodušením celých znaků kandži, kdežto katakana vychází pouze z částí jednotlivých znaků kandži.

## Historie
Hiragana byla kodifikována roku 1946, kdy došlo ke zjednoznačnění přiřazení jednotlivých symbolů ke zvukům a dva symboly (wi, we) byly označeny za zastaralé. Tato slabičná abeceda vznikla v 9. století za přispění buddhistického kněze Kúkaie (774–835). Jednotlivé symboly vznikly zjednodušením celých (hira znamená v japonštině „celkový“) čínských znaků kandži (na rozdíl od katakany, která vznikla zjednodušením pouze částí čínských znaků), u kterých již předtím došlo k desemantizaci a fonetizaci (ztratily význam a staly se pouhými zvuky, aby mohly vyjadřovat japonské koncovky). Znaky hiragany jsou složitější a na psaní obtížnější než znaky katakany. Nedlouho po svém vzniku bylo toto písmo nazýváno také onnade (ženská ruka) - psaly jím totiž převážně ženy (muži používali katakanu a kandži), jimž nebylo umožněno učit se znakům kandži, které byly považovány za příliš složité. Díky zavedení hiragany tak vzniklo spousta literárních děl z rukou žen z období Heian.

## Dnešní použití
- slova japonského původu, pro která neexistují znaky kandži
- gramatická slova (předpony, přípony, částice, koncovky)
- knížky pro malé děti (japonské děti se hiraganu učí jako první ze tří japonských písem: hiragana, katakana, kandži)
- soukromé dopisy
- furigana (malé znaky hiragany, které v knihách pro začínající čtenáře naznačují výslovnost složitých znaků kandži)
- okurigana (hiraganový znak následující za kandži).

## Základní sada znaků
| samohlásky | samohlásky | samohlásky | samohlásky | samohlásky | jóon       | jóon       | jóon       |
| あ a       | い i       | う u       | え e       | お o       | (ja)       | (ju)       | (jo)       |
|            |            |            |            |            |            |            |            |
| か ka      | き ki      | く ku      | け ke      | こ ko      | きゃ kja   | きゅ kju   | きょ kjo   |
| さ sa      | し ši      | す su      | せ se      | そ so      | しゃ ša    | しゅ šu    | しょ šo    |
| た ta      | ち či      | つ cu      | て te      | と to      | ちゃ ča    | ちゅ ču    | ちょ čo    |
| な na      | に ni      | ぬ nu      | ね ne      | の no      | にゃ nja   | にゅ nju   | にょ njo   |
| は ha      | ひ hi      | ふ fu      | へ he      | ほ ho      | ひゃ hja   | ひゅ hju   | ひょ hjo   |
| ま ma      | み mi      | む mu      | め me      | も mo      | みゃ mja   | みゅ mju   | みょ mjo   |
| や ja      |            | ゆ ju      |            | よ jo      |            |            |            |
| ら ra      | り ri      | る ru      | れ re      | ろ ro      | りゃ rja   | りゅ rju   | りょ rjo   |
| わ wa      | ゐ wi      |            | ゑ we      | を o/wo    |            |            |            |
|            |            |            |            | ん n       |            |            |            |
|            |            |            |            |            |            |            |            |
| が ga      | ぎ gi      | ぐ gu      | げ ge      | ご go      | ぎゃ gja   | ぎゅ gju   | ぎょ gjo   |
| ざ za      | じ dži     | ず zu      | ぜ ze      | ぞ zo      | じゃ dža   | じゅ džu   | じょ džo   |
| だ da      | ぢ (dži)   | づ (zu)    | で de      | ど do      | ぢゃ (dža) | ぢゅ (džu) | ぢょ (džo) |
| ば ba      | び bi      | ぶ bu      | べ be      | ぼ bo      | びゃ bja   | びゅ bju   | びょ bjo   |
| ぱ pa      | ぴ pi      | ぷ pu      | ぺ pe      | ぽ po      | ぴゃ pja   | ぴゅ pju   | ぴょ pjo   |

## Způsob psaní
Tabulka ukazuje, jak se znaky hiragany píší. Je uspořádaná podle tradičního japonského způsobu čtení. Začátek je vpravo nahoře a postupuje se shora dolů. Malá čísla určují pořadí tahů a šipky ukazují jejich směr. Pořadí tahů i směr se musí bezpodmínečně dodržovat, jinak může dojít k chybnému čtení. 